# Sören Bondeson
Sören Bondeson född 12 juli 1956, är en svensk författare, uppvuxen i Dalarna. Sören Bondeson debuterade som novellist 1989 med samlingen Sent på förmiddagen. Därefter har varit verksam inom olika genrer och skrivit lyrik, romaner och deckare. Tillsammans med Helena Tovås Persson gav Bondeson ut matlagningsboken Rockresan (2005). 2011 nominerades Bondeson till Augustpriset för sin diktsamling En m³ jord. Bondeson har undervisat i ämnet litterär gestaltning samt varit lärare på reklamskola.